# Muztag Feng
Muztag Feng är ett otillgängligt bergsområde i Kina. Det ligger i bergskedjan Kunlun i norra änden av Tibetanska högplatån. Högsta toppen på Muztag Feng är 6 973 meter över havet.
Terrängen runt Muztag Feng är huvudsakligen kuperad, men västerut är den bergig. Muztag Feng är den högsta punkten i trakten. Trakten runt Muztag Feng är nära nog obefolkad, med mindre än två invånare per kvadratkilometer. Det finns inga samhällen i närheten. Trakten runt Muztag Feng är permanent täckt av is och snö.
Årsmedeltemperaturen i trakten är −11 °C. Den varmaste månaden är augusti, då medeltemperaturen är 0 °C, och den kallaste är januari, med −19 °C. Genomsnittlig årsnederbörd är 271 millimeter. Den regnigaste månaden är augusti, med i genomsnitt 72 mm nederbörd, och den torraste är december, med 2 mm nederbörd.